# Almodóvar del Pinar
Almodóvar del Pinar é um município da Espanha, na província de Cuenca, comunidade autônoma de Castela-Mancha. Tem 95,03 km² de área e em 2021 tinha 383 habitantes (densidade: 4 hab./km²). Limita com os municípios de Gabaldón, Solera de Gabaldón, Monteagudo de las Salinas, Paracuellos e Campillo de Altobuey.